# Naturschutzgebiet Talraum westlich Greverhagen
Das Naturschutzgebiet Talraum westlich Greverhagen mit einer Größe von 11,3 ha lag im Naturpark Arnsberger Wald nordöstlich von Meschede. Das Gebiet wurde 1994 mit dem Landschaftsplan Meschede durch den Hochsauerlandkreis als Naturschutzgebiet (NSG) ausgewiesen. Bei der Neuaufstellung des Landschaftsplanes Meschede wurde das NSG dann Teil vom Naturschutzgebiet Talsystem Kohlweder Bach.

## Gebietsbeschreibung
Beim NSG handelte es sich um einen namenlosen, naturnahen und unverbauten Zuflussbach des Kohlweder Baches mit Bruchwald. Im Bruchwald wachsen vorwiegend Roterlen in einem gut ausgebildete Torfmoos-Erlenbruchwald. Im NSG kommen seltene Tier- und Pflanzenarten vor. Im NSG kamen gefährdete Pflanzenarten vor. Dem Bachtal kommt für den Biotop- und Artenschutz lokale Bedeutung zu.

## Schutzzweck
Wie alle Naturschutzgebieten im Landschaftsplangebiet wurde das NSG „zur Erhaltung von Lebensgemeinschaften oder Lebensstätten bestimmter wildlebender Pflanzen und wildlebender Tierarten, aus wissenschaftlichen, naturgeschichtlichen, landeskundlichen oder erdgeschichtlichen Gründen oder wegen der Seltenheit, besonderen Eigenart oder hervorragenden Schönheit einer Fläche oder eines Landschaftsbestandteils“ als NSG ausgewiesen.
Zum Schutzzweck speziell des NSG führte der Landschaftsplan 1994, neben den normalen Schutzzwecken für alle NSG im Landschaftsplangebiet, auf: „Erhaltung und Optimierung eines naturnahen Bachsiepens mit Feuchtwäldern als wertvoller Lebensraum für Pflanzen und Tiere; hohe strukturelle Vielfalt; Rote-Liste-Pflanzenarten; wertvoll für Amphibien; Gebiet fällt unter § 20 c BNatSchG; Optimierung durch Umbestockung der Fichtenbestände.“